# San Luis de las Amarillas
San Luis de las Amarillas var 1757-72 en spansk presidio i provinsen Texas, vid San Saba River, ca 1,5 km från den nuvarande staden Menard. Fortet grundades för att beskydda missionsstationen Santa Cruz de San Sabá, vilken anlagts på platsen på begäran av lipanapacherna. Apachernas begäran var egentligen en krigslist, då San Saba låg innanför den s.k. comancherian, och apacherna visste att en konflikt mellan deras två värsta fiender, comancherna och spanjorerna, var oundviklig om missionsstationen anlades där. Fortet byggdes omkring 6 km från missionsstationen som 16 mars 1758 anfölls av comancherna varvid åtta personer dödades. Omkring 300 civila sökte skydd i fortet som dock inte anfölls av comancherna. Den militäre befälhavaren i området Diego Ortiz Parrilla ledde 1759 en stor straffexpedition mot comancherna men blev grundligt besegrad och avsattes.
Comancherna utsatte därefter under flera år fortet och missionsstationen för ständiga trakasserier och gjorde tillvaron outhärdlig. Den nye befälhavaren Felipe de Rábago y Terán föreslog 1767 flyttning av anläggningarna vid San Saba till en säkrare plats men fick avslag. I juni 1768 beordrade han på eget bevåg att fortet skulle utrymmas. Rábago avsattes för att ha agerat utan tillstånd och framför allt för att han inte beordrat att fortet skulle förstöras vid avmarsch. Hans efterträdare Manuel Antonio de Oca upplöste garnisonen och fördelade manskapet som förstärkningar till garnisonerna i San Antonio och Coahuila, varefter San Luis de las Amarillas avvecklades även formellt 1772.
Genom åren utvecklades en sedvänja att besökare som passerade det övergivna fortet ristade in sitt namn i porten. Ett av de inristade namnen är James Bowies som var på platsen 1831 och förmodligen ristade in sitt namn med en bowiekniv. En del av fortet rekonstruerades 1936 och ruinerna är nu ett mål för bilturister som färdas längs Highway 29.